# La Férée
La Férée település Franciaországban, Ardennes megyében. Lakosainak száma 70 fő (2022. január 1.). La Férée Aouste, Blanchefosse-et-Bay, Le Fréty, Liart, Maranwez és Saint-Jean-aux-Bois községekkel határos.

## Népesség
A település népességének változása:
| Lakosok száma | 164  | 99   | 82   | 79   | 86   | 87   | 83   | 74   | 73   | 70   |
|               | 1968 | 1982 | 1990 | 2006 | 2013 | 2015 | 2017 | 2019 | 2020 | 2022 |